# Älgåtjärnen
Älgåtjärnen är en sjö i Karlstads kommun i Värmland och ingår i Göta älvs huvudavrinningsområde. Sjön har en area på 0,0824 kvadratkilometer och ligger 87,8 meter över havet.

## Delavrinningsområde
Älgåtjärnen ingår i det delavrinningsområde (659971-138922) som SMHI kallar för Mynnar i Glumman. Medelhöjden är 105 meter över havet och ytan är 30,28 kvadratkilometer. Det finns inga avrinningsområden uppströms utan avrinningsområdet är högsta punkten. Vattendraget som avvattnar avrinningsområdet har biflödesordning 3, vilket innebär att vattnet flödar genom totalt 3 vattendrag innan det når havet efter 255 kilometer. Avrinningsområdet består mestadels av skog (39 procent), jordbruk (30 procent) och sankmarker (20 procent). Avrinningsområdet har 0,08 kvadratkilometer vattenytor vilket ger det en sjöprocent på 0,3 procent.